# 庄司智
庄司 智（しょうじ さとし、4月13日 - ）は、日本のライトノベル編集者。講談社ライトノベル出版部の 部長兼編集長。神奈川県横浜市出身。血液型はＡ型。

## 人物
ライトノベル編集者。
メディアファクトリーMF文庫J編集部を経て、現在は講談社のライトノベル出版部の部長兼編集長。
ラジオやテレビに出演し、自身の担当作品の宣伝を積極的に行なっている。
多数のヒット作を生み出しており、アニメ化をはじめとするメディアミックスの実績も多い。
「ラノベ王子」と呼ばれており、作品づくりにおいては作家ファーストをモットーとしている。
ゲームメーカー「きゃべつそふと」では、「プロデューサーSATOSHI」として活動。

## 担当作
- 『銃皇無尽のファフニール』
- 『クロックワーク・プラネット』
- 『俺だけ入れる隠しダンジョン 〜こっそり鍛えて世界最強〜』
- 『異世界魔王と召喚少女の奴隷魔術』
- 『魔法使い黎明期』
- 『冰剣の魔術師が世界を統べる』

ほか

## 出演
- 『庄司智の編集者NIGHT!』
- 『庄司智の編集者NIGHT! SIN』